# Liste der Monuments historiques in Sérent
Die Liste der Monuments historiques in Sérent führt die Monuments historiques in der französischen Gemeinde Sérent auf.

## Liste der Bauwerke
| Bezeichnung            | Beschreibung | Standort       | Kennzeichnung | Schutzstatus | Datum | Bild |
| ---------------------- | ------------ | -------------- | ------------- | ------------ | ----- | ---- |
| Kapelle Sainte-Suzanne |              | Tréviet (Lage) | PA00091742    | Classé       | 1977  |      |
| Kirche St-Pierre       |              | (Lage)         | PA00091743    | Classé       | 1946  |      |
| Herrenhaus             |              | Tromeur (Lage) | PA56000048    | Inscrit      | 2000  |      |

## Liste der Objekte
- Monuments historiques (Objekte) in Sérent in der Base Palissy des französischen Kultusministeriums